# Via Lauretana (Umbria-Marche)

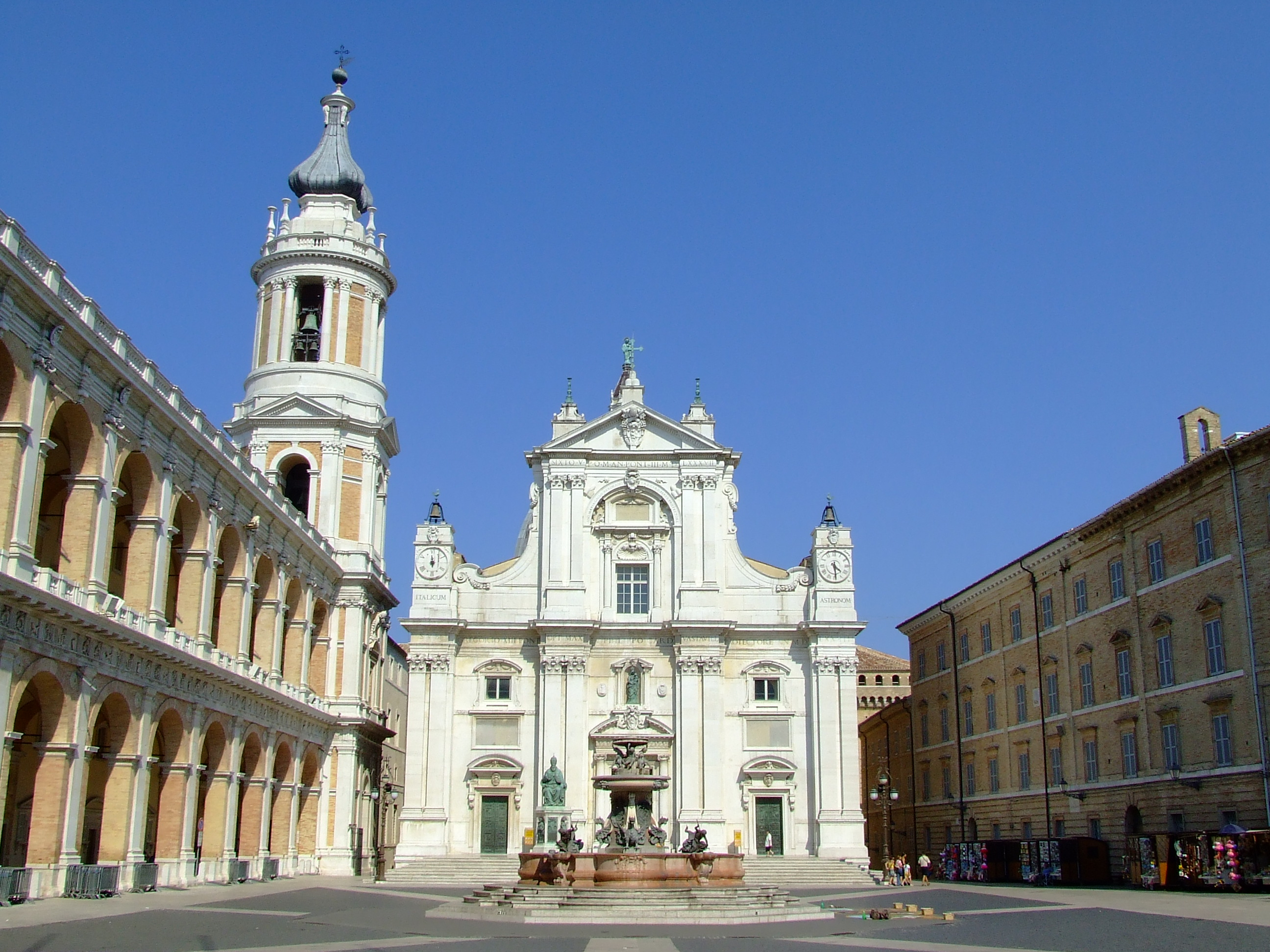
La destination finale de l'itinéraire laurétain: la Basilique du Sanctuaire de la Sainte Maison de Lorette.

La Via Lauretana est une ancienne route de pèlerinage mariale qui, depuis le Moyen Âge, relie Rome au sanctuaire de la Sainte Maison de Lorette.
La route a été très fortement pratiquée de la fin du XVIe au XVIIe siècle, en lien avec le pèlerinage marial, mais elle semble avoir été déjà fréquentée depuis le XIIIe siècle, lorsqu'elle avait pour fonction de relier Rome au port adriatique d'Ancône.
Le tronçon qui bifurque de Flaminia à Foligno, que l'on peut appeler à proprement parler via Lauretana, est conservé aujourd'hui dans celui de la route nationale moderne 77 du Val di Chienti.

## Itinéraire et itinéraires

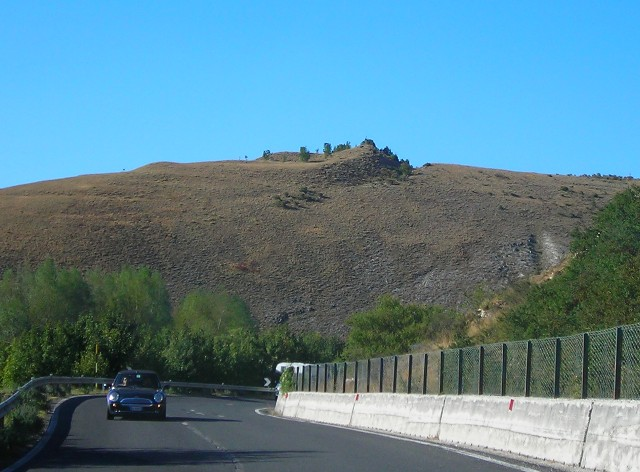
La vallée de Chienti près de Colfiorito, le fort du mont Cassicchio Cross en arrière-plan. L'itinéraire moderne retrace l'itinéraire originel de la Lauretana.

Au départ de Rome, l'itinéraire Lauretain coïncide avec la Via Flaminia, touchant les villages du Latium, du sud de l'Étrurie et de l'Ombrie, tels que Civita Castellana, Narni, Spolète et Foligno. À ce stade, l'itinéraire se transforme en ce qui peut être défini, plus correctement, par via Lauretana : il se sépare du cours de la Flaminia, se tournant vers le col des Apennins de Colfiorito avant d'atteindre finalement Lorette.
En 1576, année du Jubilé par vouloir de Grégoire XIII afin de remercier la sainte Vierge de la protection accordée à la Bataille de Lépante, la route conduisant de Rome à Lorette fut restaurée afin de relier Rome à la seconde ville sainte d’Italie.

### Description duXVIIesiècle
Une description de l'itinéraire et des arrêts observés par les pèlerins peut être déduite de la littérature itinérante. Guglielmo Molo, par exemple, dans son Voyage spirituel pour visiter la Très Sainte Maison de Lorette et les Saints Corps des Glorieux Apôtres Pierre et Paul, publié à Pavie en 1613, énumérant ainsi, dans l'ordre inverse du voyage, les sections intermédiaires et les itinéraires du pèlerinage :
« [...] de Loreto à Recanati, de Recanati à Macerata, de Macerata à Tolentino, de Tolentino à Valcimarra, de Valcimarra à Polverina, de Polverina à Muccia, de Muccia à Seravalle, de Seravalle à Verchiano, de Verchiano à Camara, de Camara au col, du col à Spoleto, de Spoleto à Val Stretura, de Val Stretura à Terni, de Terni à Narni, de Narni à Otricoli, d'Otricoli au Tibre et ici embarquer pour un espace d'un mille de haut à Borghetto ; de Borghetto à Civita Castellana, de Civita Castellana à Rignano, de Rignano à Castel Novo, de Castel Novo à Prima Porta, de Prima Porta à Rome. »

## Assistance aux pèlerins
L'itinéraire offrait aux pèlerins et voyageurs en transit la possibilité d'un abri et d'une assistance dans de nombreuses structures le long du parcours, des auberges, des hôpitaux et des lieux d'accueil. Ces structures étaient souvent dirigées par des confréries ou des ordres religieux. Des exemples étaient le couvent-hôpital de Valloncello, à Belforte del Chienti (diocèse de Camerino), qui accordait assistance et hospitalité aux malades et aux lépreux. A Colfiorito se trouvait à la place un couvent, construit dans un but similaire par les frères Clareni.